# Estratònic de Pèrgam
Estratònic de Pèrgam (en llatí Stratonicus, en grec antic Στρατόνικος) va ser un metge nadiu de Pèrgam, deixeble de Sabí i un dels mestres de Galè vers l'any 148. És possible que sigui el mateix Estratònic del que Galè menciona les seves opinions sobre la generació de mascles i femelles i al que anomena ὁ φυσικὸς Στρατόνικος.